# Cúp Algarve 1998
Cúp Algarve 1998 (tiếng Anh: Algarve Cup 1998), giải bóng đá giao hữu thường niên diễn ra tại Algarve, Bồ Đào Nha từ 15 đến 21 tháng 3 năm 1998. Na Uy là đội tuyển vô địch của giải.

## Thể thức
Tại vòng bảng, tám đội được chia làm hai bảng. Các đội trong bảng thi đấu vòng tròn một lượt. Vòng phân hạng gồm bốn trận đấu: trận tranh hạng nhất giữa các đội đầu bảng, tranh hạng ba giữa các đội nhì bảng, tranh hạng năm giữa các đội thứ ba, và trận tranh hạng bảy giữa các đội cuối bảng.
- Giờ thi đấu là WET (UTC±0).

## Vòng bảng

### Bảng A
| Đội        | Đ | Tr | T | H | B | BT | BB | HS |
| ---------- | - | -- | - | - | - | -- | -- | -- |
| Na Uy      | 6 | 3  | 2 | 0 | 1 | 5  | 2  | +3 |
| Hoa Kỳ     | 6 | 3  | 2 | 0 | 1 | 7  | 5  | +2 |
| Trung Quốc | 6 | 3  | 2 | 0 | 1 | 3  | 4  | −1 |
| Phần Lan   | 0 | 3  | 0 | 0 | 3 | 0  | 4  | −4 |

| Na Uy | 0–1 | Trung Quốc |
| ----- | --- | ---------- |
|       |     |            |

| Hoa Kỳ | 2–0 | Phần Lan |
| ------ | --- | -------- |
|        |     |          |

| Na Uy | 1–0 | Phần Lan |
| ----- | --- | -------- |
| Riise |     |          |

| Hoa Kỳ | 4–1 | Trung Quốc |
| ------ | --- | ---------- |
|        |     |            |

| Na Uy                    | 4–1 | Hoa Kỳ |
| ------------------------ | --- | ------ |
| Pettersen · Riise · Lehn |     |        |

| Trung Quốc | 1–0 | Phần Lan |
| ---------- | --- | -------- |
|            |     |          |

### Bảng B
| Đội        | Đ | Tr | T | H | B | BT | BB | HS |
| ---------- | - | -- | - | - | - | -- | -- | -- |
| Đan Mạch   | 7 | 3  | 2 | 1 | 0 | 8  | 0  | +8 |
| Thụy Điển  | 7 | 3  | 2 | 1 | 0 | 3  | 0  | +3 |
| Hà Lan     | 3 | 3  | 1 | 0 | 2 | 2  | 8  | −6 |
| Bồ Đào Nha | 0 | 3  | 0 | 0 | 3 | 1  | 6  | −5 |

| Đan Mạch | 0–0 | Thụy Điển |
| -------- | --- | --------- |
|          |     |           |

| Hà Lan | 2–1 | Bồ Đào Nha |
| ------ | --- | ---------- |
|        |     |            |

| Thụy Điển | 2–0 | Bồ Đào Nha |
| --------- | --- | ---------- |
|           |     |            |

| Đan Mạch                                                           | 6–0     | Hà Lan |
| ------------------------------------------------------------------ | ------- | ------ |
| Krogh 2', 46' · Christensen 9', 20' · Nielsen 77' · Nørregaard 83' | Báo cáo |        |

| Đan Mạch                  | 2–0     | Bồ Đào Nha |
| ------------------------- | ------- | ---------- |
| Petersen 15' · Jensen 60' | Báo cáo |            |

| Thụy Điển | 1–0 | Hà Lan |
| --------- | --- | ------ |
|           |     |        |

## Vòng phân hạng

### Tranh hạng bảy
| Bồ Đào Nha        | 2–2 | Phần Lan |
| ----------------- | --- | -------- |
| Patrícia · Couto  |     |          |
| Loạt sút luân lưu |     |          |
|                   | 4–2 |          |

### Tranh hạng năm
| Trung Quốc | 3–2 | Hà Lan |
| ---------- | --- | ------ |
|            |     |        |

### Tranh hạng ba
| Hoa Kỳ                                       | 3–1 | Thụy Điển     |
| -------------------------------------------- | --- | ------------- |
| Foudy 39' · Chastain 85' (ph.đ.) · Lilly 87' |     | Ljungberg 29' |

### Chung kết
| Na Uy                                             | 4–1 | Đan Mạch    |
| ------------------------------------------------- | --- | ----------- |
| Haugenes 44' · Lehn 64' · Ørmen 82' · Medalen 84' |     | 87' (ph.đ.) |